# Schody Böhmera i Preula
Schody Böhmera i Preula – zabytkowe schody, usytuowane w zespole kamienic przy Alejach Marcinkowskiego 11 w Poznaniu łącząc je z ul. Kozią.

## Historia i architektura
Schody, wraz z zespołem kamienic, zaprojektowali Hermann Böhmer i Paul Preul w 1910 roku dla Kurta Rehfelda, złotnika (według niektórych źródeł projektantem schodów był Franz Josef Weiss, który nawiązał do realizacji berlińskiego architekta – Alberta Gessnera). Zespół składał się z niezachowanej kamienicy frontowej (należącej m.in. do Banku Kwilecki-Potocki) oraz oficyn skoncentrowanych wokół podwórza, składającego się z dwóch części o zróżnicowanych poziomach. Elewacje oficyn od strony wewnętrznej zespołu zostały wzbogacone balkonami oraz loggiami o zróżnicowanych kształtach, brama dodatkowo akcentowana jest ryzalitem. Całość układu uzupełnia zieleń i fontanna.
Integralną częścią kompozycji są kamienne schody łączące podwórza na dwóch poziomach. Schody mają symetryczny, jednokierunkowy układ z podestem między poziomami. W części dolnej składają się z dwóch biegów, pomiędzy którymi umieszczono niewielkie pomieszczenie gospodarcze. Dolne stopnie są zaokrąglone, ułożone wachlarzowo w kierunku zewnętrznym. Część górna to szerokie schody jednobiegowe. Balustrada schodów w części dolnej jest pełna, w części górnej ażurowa. Umieszczenie schodów w części centralnej układu, pomiędzy dwoma oficynami, dodatkowo podkreśliło kompozycję całego założenia i podział zespołu na część dolną i górną.
Budynek frontowy uległ zniszczeniu w 1945 roku. Został zastąpiony modernistyczną kamienicą, przy czym kompozycja podwórza zachowała się bez zmian. Schody po konserwacji oddano ponownie do użytku w 2010 roku. Nie są one jednak ogólnodostępne, bowiem bramy prowadzące na podwórze są obecnie zamykane.

## Muzeum
Bezpośrednio przy schodach znajduje się wejście do Muzeum Farmacji.